# 吉の谷彰俊
吉の谷 彰俊（よしのたに あきとし、1949年4月23日 - 2000年1月14日）は、長崎県南松浦郡三井楽町（現・同県五島市）出身で出羽海部屋に所属した大相撲力士。本名は吉谷 作利（よしたに さくとし）。最高位は西前頭4枚目（1974年9月場所）。現役時代の体格は177cm、104kg。得意手は右四つ、足取り、下手投げ。

## 来歴・人物
五島列島の福江島出身で、同郷の横綱・佐田の山に憧れて、中学校卒業後に彼が所属する出羽海部屋へ入門。1965年5月場所に於いて、16歳で初土俵を踏んだ。
当初の四股名は、本名でもある「吉谷」。
三段目で3年半ほど苦労し、途中「宇戸の山」と改名したが1年ほどで本名に「の」の字を挟んだ「吉の谷」と四股名を改めた。1970年5月場所で三段目優勝して翌場所幕下に、1972年5月場所で十両に昇進し、1974年1月場所で念願の入幕を果たした。
弟弟子で同じ小兵だった鷲羽山（前・出羽海親方）とは、十両・幕内がほぼ同時期の昇進と、出世を競った。
1年後輩に当たる特等床山・床安にとって吉の谷は「忘れられない先輩」であり、曰く「言うこと為すことがはっきりしており、嘘もつけずごまかせない」好人物であったという。
ある日親方や関取衆がちゃんこを食べた後に漬物すらまともに残っておらず、泣く泣く鍋の残り汁だけで飯を食おうとしていた床安に対し、当時序二段だった吉の谷がこっそり卵とふりかけを持ってくる気遣いを見せたという逸話が伝わっている。この時吉の谷は「やす、俺も頑張るから、お前もな。関取になったらお前にまげを結ってもらうから」と誓い、結果として見事関取昇進を果たしたのであった。
小さい体ながら、全身闘志の塊というほどに気合いの入った相撲を見せた。右を差して食い下がり、投げや捻りを見せて粘る取り口だったが、なんといっても十八番だったものが足取りで、1970年代の角界で「足取りといえば吉の谷」と言われるほどだった。
その足取りも、相撲の足取りである「波まくら」ではなく、レスリングの「シングルレッグダイブ」の要領で放たれるものであった。手取り型の力士で入幕5場所目で自己最高位の前頭4枚目に進むほど技量はあったが、右肘を故障したこともあって幕内からはわずか7場所で陥落、以後は十両と幕下を往復する苦しい土俵生活を送った。
西十両13枚目で迎えた1978年5月場所、6勝7敗と1敗もできない状況で14日目の相手は鳴り物入りで角界入りした長岡（のちの大関・朝潮、後に7代高砂親方）に決まった。長岡はこの一番に幕下付出からの14連勝・2場所連続幕下優勝での十両昇進をかけていたが、吉の谷は必殺の足取りからの寄り倒しで長岡を破り名を上げた（なお、この一番は後にDVDマガジン『国技大相撲』に収録され、舞の海による解説がつけられている）。
この場所は残りを連勝して勝ち越して陥落を免れたが翌場所負け越して幕下へ陥落、1場所で返り咲いたものの再び負け越して、以後は1982年5月場所後の現役引退まで幕下で取り続けた。
肘の故障を抱えながら、引退まで102場所、930番一度も休場することなく取り納めた。
引退後は借株で年寄・山科を襲名、名跡の保有者だった大錦の引退後は千賀ノ浦から入間川→竹縄→大鳴戸と名跡を変えつつ、出羽海部屋付きの親方として後進の指導に当たった。
1998年5月場所後、同じ長崎県出身の中立親方（元小結・両国）が中立部屋（現・境川部屋）を興すと、これに同行した。
しかし、1999年夏頃に体調を崩し、緊急入院して治療を行っていた。
2000年1月14日、多臓器不全のため、入院先の東京都江東区内の病院で逝去。享年50。

## 主な成績・記録
- 通算成績：461勝469敗　勝率.496
- 幕内成績：48勝57敗　勝率.457
- 現役在位：102場所
- 幕内在位：7場所
- 各段優勝
  - 十両優勝：1回（1973年9月場所）
  - 幕下優勝：2回（1975年11月場所、1976年5月場所）
  - 三段目優勝：1回（1970年5月場所）

## 場所別成績
| | 一月場所 初場所（東京） | 三月場所 春場所（大阪） | 五月場所 夏場所（東京） | 七月場所 名古屋場所（愛知） | 九月場所 秋場所（東京） | 十一月場所 九州場所（福岡） |
| --- | ----------------------- | ----------------------- | ----------------------- | --------------------------- | ----------------------- | --------------------------- |
| 1965年 （昭和40年） | x                       | x                       | （前相撲）              | 西序ノ口22枚目 4–3          | 西序二段121枚目 2–5     | 東序二段121枚目 5–2         |
| 1966年 （昭和41年） | 西序二段67枚目 4–3      | 東序二段51枚目 3–4      | 西序二段71枚目 3–4      | 東序二段81枚目 4–3          | 東序二段41枚目 4–3      | 西三段目101枚目 6–1         |
| 1967年 （昭和42年） | 西三段目56枚目 3–4      | 西三段目70枚目 3–4      | 西序二段33枚目 3–4      | 西序二段43枚目 4–3          | 東序二段10枚目 6–1      | 東三段目64枚目 2–5          |
| 1968年 （昭和43年） | 西三段目84枚目 3–4      | 西三段目88枚目 4–3      | 西三段目68枚目 4–3      | 東三段目54枚目 3–4          | 東三段目64枚目 6–1      | 西三段目21枚目 5–2          |
| 1969年 （昭和44年） | 西幕下55枚目 2–5        | 東三段目13枚目 4–3      | 西三段目6枚目 2–5       | 西三段目19枚目 2–5          | 東三段目38枚目 5–2      | 東三段目13枚目 3–4          |
| 1970年 （昭和45年） | 東三段目23枚目 4–3      | 西三段目11枚目 2–5      | 西三段目30枚目 優勝 7–0 | 東幕下31枚目 6–1            | 西幕下11枚目 3–4        | 西幕下17枚目 2–5            |
| 1971年 （昭和46年） | 西幕下28枚目 5–2        | 東幕下16枚目 5–2        | 東幕下6枚目 3–4         | 東幕下9枚目 5–2             | 東幕下3枚目 3–4         | 西幕下5枚目 3–4             |
| 1972年 （昭和47年） | 西幕下8枚目 5–2         | 東幕下3枚目 4–3         | 西十両12枚目 7–8        | 西幕下筆頭 4–3              | 東十両11枚目 9–6        | 西十両6枚目 4–11            |
| 1973年 （昭和48年） | 西十両12枚目 10–5       | 東十両5枚目 6–9         | 西十両8枚目 8–7         | 西十両5枚目 7–8             | 西十両7枚目 優勝 11–4   | 西十両筆頭 9–6              |
| 1974年 （昭和49年） | 西前頭12枚目 9–6        | 東前頭8枚目 5–10        | 西前頭12枚目 9–6        | 西前頭7枚目 8–7             | 西前頭4枚目 7–8         | 東前頭6枚目 4–11            |
| 1975年 （昭和50年） | 西前頭13枚目 6–9        | 西十両2枚目 3–12        | 西十両11枚目 4–11       | 東幕下7枚目 2–5             | 東幕下22枚目 4–3        | 東幕下16枚目 優勝 7–0       |
| 1976年 （昭和51年） | 東十両13枚目 6–9        | 西幕下3枚目 3–4         | 西幕下6枚目 優勝 7–0    | 西十両9枚目 9–6             | 西十両4枚目 7–8         | 東十両5枚目 4–11            |
| 1977年 （昭和52年） | 西十両12枚目 2–13       | 東幕下15枚目 5–2        | 東幕下8枚目 2–5         | 東幕下22枚目 5–2            | 西幕下12枚目 4–3        | 西幕下8枚目 4–3             |
| 1978年 （昭和53年） | 西幕下7枚目 6–1         | 西十両12枚目 7–8        | 西十両13枚目 8–7        | 西十両10枚目 6–9            | 東幕下2枚目 4–3         | 西十両12枚目 5–10           |
| 1979年 （昭和54年） | 西幕下4枚目 3–4         | 西幕下11枚目 3–4        | 東幕下19枚目 4–3        | 東幕下14枚目 4–3            | 東幕下10枚目 1–6        | 東幕下33枚目 5–2            |
| 1980年 （昭和55年） | 西幕下19枚目 3–4        | 西幕下27枚目 3–4        | 西幕下34枚目 4–3        | 西幕下25枚目 2–5            | 東幕下45枚目 4–3        | 東幕下34枚目 5–2            |
| 1981年 （昭和56年） | 東幕下20枚目 2–5        | 西幕下38枚目 4–3        | 西幕下25枚目 4–3        | 西幕下17枚目 4–3            | 東幕下14枚目 2–5        | 東幕下32枚目 4–3            |
| 1982年 （昭和57年） | 西幕下19枚目 1–6        | 東幕下42枚目 3–4        | 西幕下57枚目 引退 3–4–0 | x                           | x                       | x                           |
| 各欄の数字は、「勝ち-負け-休場」を示す。 優勝 引退 休場 十両 幕下 三賞：敢=敢闘賞、殊=殊勲賞、技=技能賞 その他：★=金星 番付階級：幕内 - 十両 - 幕下 - 三段目 - 序二段 - 序ノ口 幕内序列：横綱 - 大関 - 関脇 - 小結 - 前頭（「#数字」は各位内の序列） |                         |                         |                         |                             |                         |                             |

### 幕内対戦成績
| 力士名 | 勝数 | 負数 | 力士名 | 勝数 | 負数 | 力士名   | 勝数 | 負数 | 力士名 | 勝数 | 負数 |
| ------ | ---- | ---- | ------ | ---- | ---- | -------- | ---- | ---- | ------ | ---- | ---- |
| 青葉城 | 1    | 0    | 朝登   | 1    | 0    | 旭國     | 0    | 1    | 荒瀬   | 1    | 4    |
| 大潮   | 1    | 2    | 大鷲   | 1    | 1    | 魁傑     | 0    | 1    | 北瀬海 | 2    | 2    |
| 麒麟児 | 0    | 1    | 高鉄山 | 1    | 0    | 琴乃冨士 | 1    | 1    | 金剛   | 0    | 2    |
| 白田山 | 3    | 1    | 大竜川 | 1    | 0    | 玉ノ冨士 | 0    | 1    | 天龍   | 2    | 4    |
| 時葉山 | 1    | 1    | 栃東   | 2    | 1    | 羽黒岩   | 1    | 4    | 長谷川 | 0    | 1    |
| 富士櫻 | 1    | 3    | 二子岳 | 2    | 3    | 前の山   | 1    | 0    | 増位山 | 0    | 3    |
| 陸奥嵐 | 3    | 2    | 豊山   | 0    | 2    | 吉王山   | 4    | 0    | 琉王   | 2    | 3    |
| 龍虎   | 2    | 1    | 若獅子 | 2    | 2    | 若ノ海   | 1    | 3    | 若三杉 | 1    | 1    |
| 輪島   | 0    | 1    |        |      |      |          |      |      |        |      |      |

## 四股名の変遷
- 吉谷（よしたに、1965年7月場所-1967年9月場所）
- 宇戸の山（うとのやま、1967年11月場所-1968年9月場所）
- 吉の谷（よしのたに、1968年11月場所-1982年5月場所）